# Longville, Minnesota
Longville är en ort i Cass County i delstaten Minnesota, USA.